# ドワイト・ラモス
ドワイト・ラモス（Dwight Ramos、1998年9月2日 - ）は、フィリピン系のプロバスケットボール選手である。B.LEAGUE・レバンガ北海道に所属している。

## 来歴
カリフォルニア州ウェストコビーナで生まれ、アメリカ合衆国とフィリピンの二重国籍である。
2016年から2018年までカリフォルニア州立大学フラトン校にてNCAA1部でプレー。その後はカリフォルニアポリテクニック州立大学にてNCAA2部でプレー。
2019年にはフィリピンのアテネオ・デ・マニラ大学にてUAAPでデビュー。
2020年、2021年FIBAアジアカップ予選のインドネシア戦でフィリピン代表デビュー。
2021年9月10日、富山グラウジーズとアジア特別枠でプロ契約。
2022年オフ、レバンガ北海道に移籍

## 経歴
- カリフォルニア州立大学フラトン校 - カリフォルニアポリテクニック州立大学 - アテネオ・デ・マニラ大学 - 富山グラウジーズ（2021 - 2022） - レバンガ北海道（2022 - ）